# Narodnih heroja
La rue Narodnih heroja (en serbe cyrillique : Народних хероја) est située à Belgrade, la capitale de la Serbie, dans la municipalité urbaine de Novi Beograd.
Le nom de la rue est un hommage aux Héros nationaux yougoslaves, qui se sont illustrés notamment pendant la Seconde Guerre mondiale.
La tour Genex, officiellement nommée « la Porte occidentale de Belgrade » (Zapadna kapija Beograda) est l'un des édifices les plus célèbres de la capitale serbe ; elle est située au n° 53 de la rue.

## Parcours
La rue Narodnih heroja prend naissance au niveau de la rue Pariske komune (« Commune de Paris ») et elle s'oriente en direction du sud-ouest. Elle traverse le Bulevar Zorana Đinđića et le Bulevar Arsenija Čarnojevića (qui fait partie de la route européenne E 75) avant d'aboutir dans le Bulevar Milutina Milankovića.

## Éducation
L'école élémentaire Ivan Gundulić se trouve au n° 12 de la rue. La rue accueille aussi l'École élémentaire spéciale Novi Beograd (Specijalna osnovna škola Novi Beograd), située au n° 12a, ainsi que l'école maternelle Neven, située à la même adresse. L'école maternelle Proletarac se situe au n° 19a.

## Économie
Un restaurant McDonald's est situé au n° 2 de la rue.
Au n° 30 se trouve un supermarché Maxi et un autre au n° 42 ; on y trouve aussi un supermarché Mini Maxi.

## Transports
La rue est desservie par la ligne de bus 65 (Zvezdara II – Novo Bežanijsko groblje) de la société GSP Beograd.